# Theater am Schiffbauerdamm

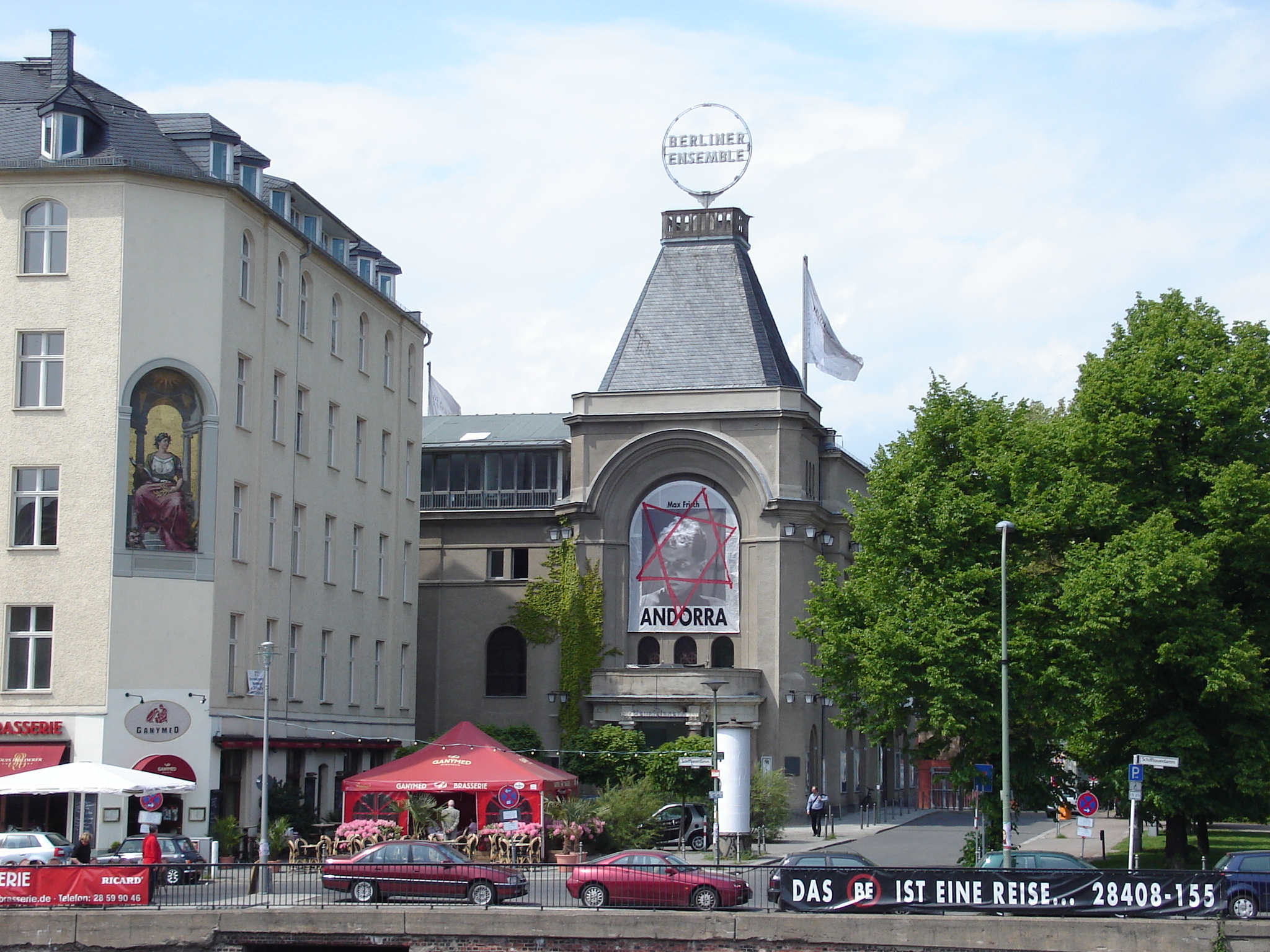
El Theater am Schiffbauerdamm

El Theater am Schiffbauerdamm és un edifici ubicat en el carrer Schiffbauerdamm de la banda dreta del riu, en el centre del districte de Berlín, Alemanya. Es va inaugurar el 19 de novembre de 1892. Durant l'època nacional-socialista va ser un centre de l'organització Kraft durch Freude. Des de 1954 és la llar de la companyia teatral Berliner Ensemble, fundada el 1949 per Helene Weigel i Bertolt Brecht.